# سكين الزبدة

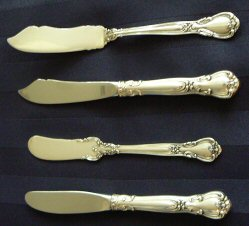
نمط واحد، أربعة سكاكين مختلفة. من أعلى إلى أسفل

سكين الزبدة قد يشير إلى أي سكين غير مسننة مع حافة ورأس مدورة.